# Dżedkare
Dżedkare – władca starożytnego Egiptu z V dynastii.

## Lata panowania
- 2405-2367 p.n.e. (Kwiatkowski)
- 2410-2380 p.n.e. (Schneider)
- 2388-2356 p.n.e. (Tiradritti, De Luca)

## Rodzina
Nie znamy jego koligacji rodzinnych. Niektórzy sądzą, że mógł być synem lub bratem Menkauhora, inni, że synem Neferefre, a tym samym kuzynem swojego poprzednika Menkauhora. Wiemy, że miał córki Chekeretnebti (zmarła w wieku 35 lat) i Hedżetnebu, które został pochowane w mastabach w południowym Abusir. W l. 50. XX w. na północ od jego świątyni grobowej archeolodzy odkryli zespół grobowy jego żony (Kwiatkowski), chociaż niektórzy (Schneider) twierdzą, że nie należał on do królowej. 

## Długość rządów
Długość jego rządów nie została dokładnie określona, chociaż na pewno panował długo – Kanon Turyński podaje 28 lat, Maneton (nazywający go Tancheresem) – 44 lata. Za tą drugą liczbą przemawia tekst z papirusu z Abusir, wspominający o 21 spisie ludności za tego władcy, a spisy odbywały się w Egipcie co 2 lata. Również wiemy, że obchodził święto sed, jedno albo więcej (wymienione „pierwsze święto sed” na naczyniu alabastrowym z Luwru). Napis z mastaby Idu w Abusir mówi o 14 spisie ludności, czyli spisie w 28 roku panowania Dżedkare.Podczas eksploracji piramidy Dżedkare archeolodzy natrafili na resztki mumii mężczyzny, który w chwili śmierci miał około 50 lat. Była to najprawdopodobniej mumia samego władcy. Wynika z tego, że Dżedkare wstąpił na tron w młodym, albo nawet bardzo młodym, wieku.

## Działalność
Był władcą, który zerwał z doktryną solarną swoich poprzedników. W związku z tym nie wybudował żadnej świątyni solarnej. Różne przesłanki pozwalają wysnuć wniosek, że za jego czasów doszło do dalszego osłabienia władzy centralnej na rzecz urzędników dworskich i w poszczególnych prowincjach (nomarchowie). Dzięki odkrytym, w dużej mierze z jego czasów, papirusom z kancelarii świątyni grobowej Neferirkare I można poznać lepiej gospodarkę świątynną Starego Państwa. Z okresu jego panowania pochodzi również zbiór nauk wezyra Ptahhotepa, zapisany na Papirusie Prisse.
Prowadził ożywioną politykę zagraniczną oraz wspierał handel zagraniczny. Zabytki z jego imieniem odkryto w Wadi Maghara na Synaju, w Nubii, w Toszke, w Tomas (te ostatnie poświadczające wyprawy do kamieniołomów diorytu na zachód od Abu Simbel), a także na szlaku oazowym Dachla – Dungul i w Byblos. W jego świątyni grobowej odkryto fragment listy z wymienionymi obcymi zwierzętami, roślinami i miastami. Wysyłał wyprawy do okolicznych krajów, w tym do krainy Punt, z której statki przywoziły drogocenne towary, w tym mirrę, elektron i heban. Z jednej z takich wypraw do Sudanu lub Punt przywieziony został karzeł-tancerz, o którym jeszcze wiek później mówiono na dworze w Memfis (wspomina go raport z wyprawy Herchufa z czasów Pepiego II). 
Przejęcie rządów przez jego następcę odbyło się prawdopodobnie w sposób pokojowy, a różne zniszczenia w kompleksie grobowym Dżedkare i użycie bloków kamiennych z jego świątyni grobowej w kompleksie Unisa najprawdopodobniej wiąże się z innymi przyczynami (Munro).

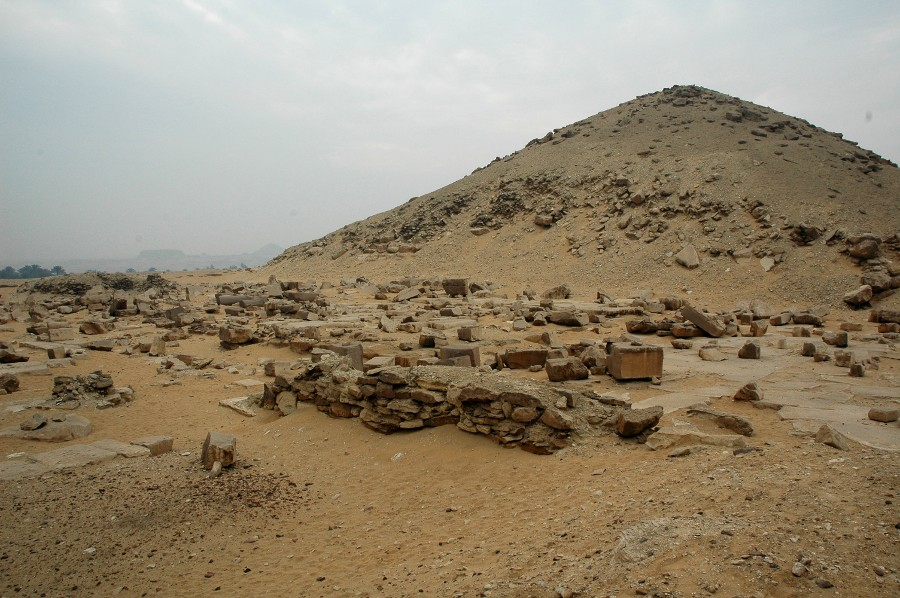
Piramida Dżedkare

## Kompleks grobowy
Został pochowany w piramidzie w Sakkarze.